# Région du Nord (Russie)
Pour les articles homonymes, voir Région Nord.
Ne doit pas être confondu avec le Nord russe.

Région du Nord
Territoires assimilés à la Région du Nord

Le Nord, Région du Nord ou Grand Nord est une partie du territoire terrestre de la Russie, située principalement au nord du cercle polaire arctique. Le climat de certaines régions est extrêmement rude. Les territoires du Grand Nord sont la zone arctique, la toundra, la toundra forestière et les régions de la taïga septentrionale.
Le concept de « Grand Nord » en Russie est un groupe de concepts avec une localisation spatiale floue, selon l'objectif de considération. Par exemple, aux fins de réglementation des avantages et des indemnités pour les travailleurs vivant dans des zones à climat rigoureux, un certain territoire de l'Extrême-Nord (et des zones équivalentes) est attribué. Dans le même temps, afin de réglementer la livraison du Nord, le territoire de l'Extrême-Nord est déterminé par la « Liste des régions de l'Extrême-Nord et des zones équivalentes avec des délais limités pour la livraison de marchandises (produits) » et ne coïncide pas avec le territoire ci-dessus : il existe des zones et des localités, incluses dans une seule de ces listes.